# Балта (судно размагничивания)
«Балта» (М 361, до 15.11.2021 А 811, U-811, до 01.11.1997 СР-568) — советский, с 1997 года украинский корабль, минный заградитель (ранее до 2021 года судно размагничивания проекта 130 или «Bereza», англ. РО-2 class по классификации НАТО), которое состоит в составе ВМС Украины. В ВМФ СССР называлось СР-568.

## Особенности проекта
Корабли размагничивания предназначены для осуществления специальных мер с целью уменьшения собственных магнитных полей боевых кораблей и судов, находящихся на вооружении военного флота. Специальные суда проекта 523 и проекта 219 (СБР — станции безобмоточного размагничивания) уже в 60-х годах XX века не удовлетворяли увеличенные потребности флота. Разработанный позже проект 1779 и его модификации больше удовлетворяли требованиям времени.

## История корабля
Корабль «Балта» был построен в Польше по заказу СССР. Это произошло из-за большой загрузки судостроительных предприятий СССР в начале 80-х годов XX века и выводом ранних проектов, у ВМФ была острая нехватка судов такого типа. В результате было принято решение о строительстве судов размагничивания на верфях ПНР. Проект нового типа судна с номером 130 был исполнен на Северной верфи в Гданьске по тактико-техническому заданию Черноморского флота в 1982 году. Основным предназначением судов этого проекта является электромагнитная обработка кораблей и измерение их магнитного и электрического полей. Главное судно проекта 130 было построено в 1984 году. Всего по данному проекту было построено 18 судов. По классификации NATO — "Bereza ".
Судно размагничивания «СР-568» было заложено на Северной верфе в Гданьске в 1987 году, заводской № 9/130. Спущено на воду 10 апреля 1987 года, введено в строй 26 ноября 1987 года. Входило в состав 230 дивизиона МРСО Черноморского флота, с базированием в Севастополе. 1 июля 1997 корабль размагничивания «СР-568» при распределении Черноморского флота было передано Военно-морским Силам Украины, где получило название «Балта» (бортовый номер — U811) в честь украинского города Балта. Во время аннексии Крыма Россией в 2014 году было захвачено россиянами. 15 апреля 2014 года возвращено россиянами и судно перебазировано в г. Одесса.
В 2018 году бортовой номер изменён на A811. 13 октября 2021 в штормовую погоду получило пробоину, находясь близ острова Змеиный, однако сумел вернуться на базу. В 2021 году переквалифицирован в минный заградитель, бортовой номер изменён на М361.
В составе 28-го дивизиона вспомогательных судов, базируется на ВМБ Юг, Одесса.